# Wohn- und Wirtschaftsgebäude Ostertorstraße 15
Das Wohn- und Wirtschaftsgebäude Ostertorstraße 15 in Bücken, in der niedersächsischen Samtgemeinde Grafschaft Hoya, stammt aus dem frühen 19. Jahrhundert.
Es wird aktuell (2023) als Wohn- und Geschäftshaus genutzt.
Das Gebäude steht unter Denkmalschutz (siehe auch Liste der Baudenkmale in Bücken).

## Beschreibung
Das eingeschossige traufständige Vierständer-Hallenhaus in Fachwerk mit Steinausfachungen und einem Krüppelwalmdach mit straßenseitigem Eingang zum Wohnteil wurde 1833 (Inschrift) gebaut. Ein Umbau fand 1891 (weitere Inschrift) statt, wobei der Wirtschaftsteil im Kübbungsbereich (seitliche Raumerweiterungen) zu Wohnzwecken ausgebaut wurde. Der hintere Stallanbau mit Krüppelwalmdach in gleicher Firstrichtung ist massiv in Ziegelmauerwerk.
Das Niedersächsische Landesamt für Denkmalpflege befand: „… geschichtliche Bedeutung … als niederdeutsches Hallenhaus in Vierständerkonstruktion … .“ Die Vierständerkonstruktion kommt bei den niedersächsischen Hallenhäusern nicht so häufig vor.